# Joän Sanders

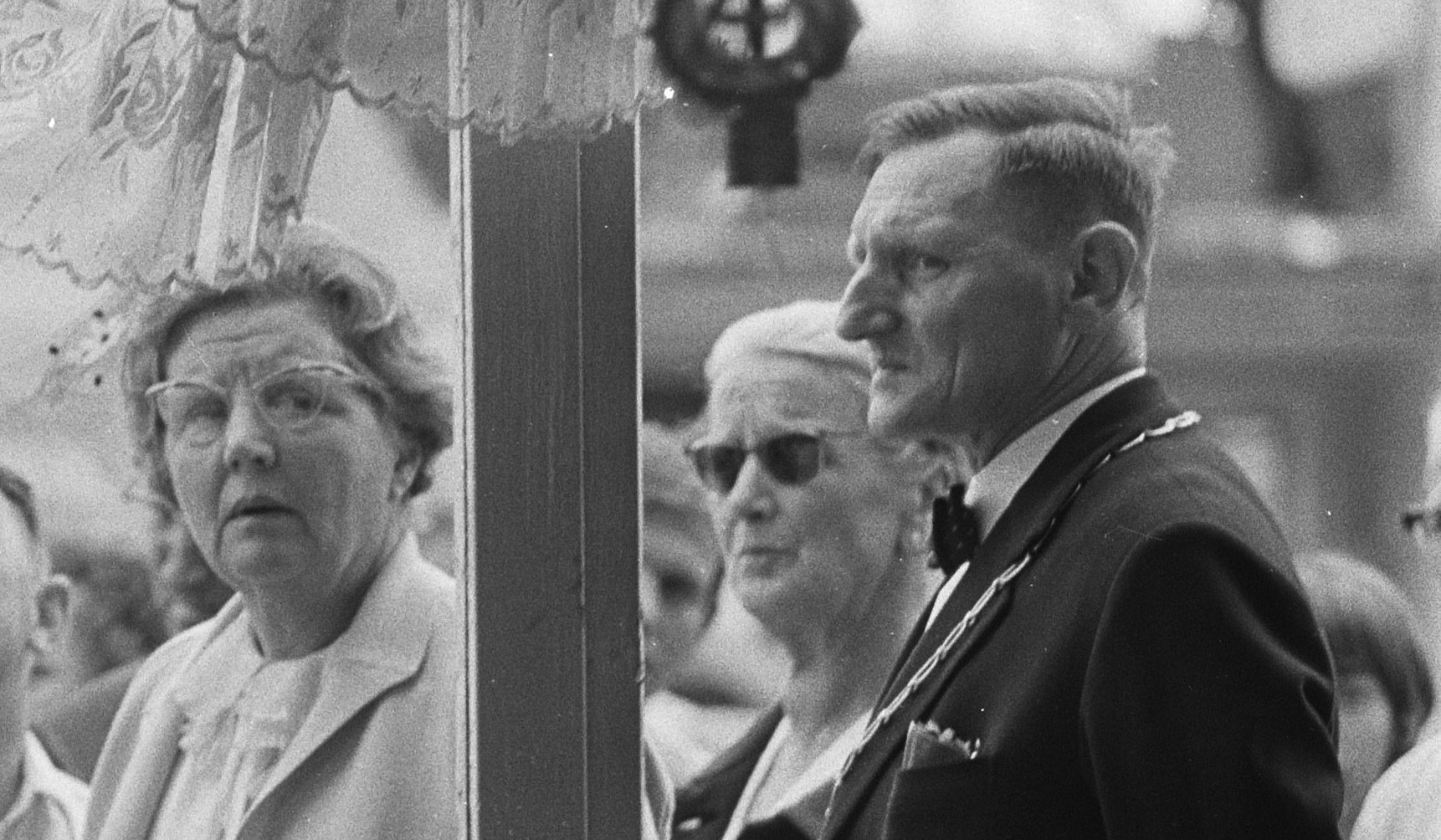
Koningin Juliana bezoekt het rampgebied in Tricht met rechts burgemeester J.C. Sanders (1967)

Joän Cornelis Sanders (Rotterdam, 9 november 1907 – 29 maart 1995) was een Nederlands politicus van de CHU.
Hij werd geboren als zoon van Joän Cornelis Sanders (1877-1955) en Elisabeth Francina Alida Kruijff (1879-1972). J.C. Sanders jr. was werkzaam bij de gemeentesecretarie van Rotterdam voor hij in 1950 benoemd werd tot burgemeester van Buurmalsen. Tricht, dat behoorde tot de gemeente Buurmalsen, werd in de zomer van 1967 getroffen door een zware windhoos waarbij vijf doden vielen en veel gebouwen zwaar beschadigd raakte. Eind 1972 werd Sanders ontslagen vanwege het bereiken van de pensioengerechtigde leeftijd maar omdat er een gemeentelijke herindeling aan zat te komen bleef hij aan als waarnemend burgemeester. Ruim vijf jaar later ging die gemeente samen met Beesd en Deil op in de gemeente Geldermalsen waarmee zijn functie kwam te vervallen. In 1995 overleed hij op 87-jarige leeftijd.